# Nacella
Nacella is een geslacht van weekdieren uit de klasse van de Gastropoda (slakken).

## Soorten
- Nacella clypeater (Lesson, 1831)
- Nacella concinna (Strebel, 1908)
- Nacella deaurata (Gmelin, 1791)
- Nacella delesserti (Philippi, 1849)
- Nacella delicatissima Strebel, 1907
- Nacella edgari (Powell, 1957)
- Nacella flammea (Gmelin, 1791)
- Nacella kerguelenensis (E. A. Smith, 1877)
- Nacella macquariensis (Finlay, 1926)
- Nacella magellanica (Gmelin, 1791)
- Nacella mytilina (Helbling, 1779)
- Nacella terroris (Filhol, 1880)